# Férfi műkorcsolya a 2017. évi téli európai ifjúsági olimpiai fesztiválon
A 2017. évi téli európai ifjúsági olimpiai fesztiválon a műkorcsolya versenyszámainak Erzurum adott otthont. A férfi műkorcsolya rövid programjának bemutatását február 13-án tartották, a kürt pedig február 15-én rendezték.

## Eredmények

### Rövid program
| H   | Név                | Nemzet             | Lev.  | Komponensek súlyszámnélküli pontszáma | Komponensek súlyszámnélküli pontszáma | Komponensek súlyszámnélküli pontszáma | Komponensek súlyszámnélküli pontszáma | Komponensek súlyszámnélküli pontszáma | KSÖ   | Tech. | Össz. | Mj |
| H   | Név                | Nemzet             | Lev.  | KK                                    | Á                                     | E                                     | K                                     | KK                                    | KSÖ   | Tech. | Össz. | Mj |
| --- | ------------------ | ------------------ | ----- | ------------------------------------- | ------------------------------------- | ------------------------------------- | ------------------------------------- | ------------------------------------- | ----- | ----- | ----- | -- |
| 1.  | Pjotr Gumennyik    | Oroszország        | 0.00  | 6.10                                  | 6.05                                  | 6.25                                  | 6.35                                  | 6.35                                  | 31.10 | 36.46 | 67.56 |    |
| 2.  | Daniel Grassl      | Olaszország        | 0.00  | 5.55                                  | 5.35                                  | 5.60                                  | 5.55                                  | 5.55                                  | 27.60 | 35.75 | 63.35 |    |
| 3.  | Basar Oktar        | Törökország        | 0.00  | 5.75                                  | 5.55                                  | 5.90                                  | 5.75                                  | 5.90                                  | 28.85 | 33.35 | 62.20 |    |
| 4.  | Aleksandr Selevko  | Észtország         | -1.00 | 6.05                                  | 5.95                                  | 6.05                                  | 6.10                                  | 6.25                                  | 30.40 | 25.63 | 55.03 |    |
| 5.  | Yakau Zenko        | Fehéroroszország   | 0.00  | 5.35                                  | 5.00                                  | 5.15                                  | 5.45                                  | 5.25                                  | 26.20 | 27.88 | 54.08 |    |
| 6.  | Nika Egadze        | Grúzia             | -1.00 | 5.55                                  | 5.25                                  | 5.45                                  | 5.65                                  | 5.50                                  | 27.40 | 27.31 | 53.71 |    |
| 7.  | Luke Digby         | Egyesült Királyság | 0.00  | 5.10                                  | 4.75                                  | 4.85                                  | 5.00                                  | 4.85                                  | 24.55 | 24.77 | 49.32 |    |
| 8.  | Yan Tkalych        | Ukrajna            | 0.00  | 5.20                                  | 5.05                                  | 5.15                                  | 5.35                                  | 5.25                                  | 26.00 | 21.97 | 47.97 |    |
| 9.  | Adam Siao Him Fa   | Franciaország      | 0.00  | 4.85                                  | 4.55                                  | 4.75                                  | 4.85                                  | 4.85                                  | 23.85 | 20.34 | 44.19 |    |
| 10. | Nikolaj Majorov    | Svédország         | -1.00 | 5.25                                  | 5.00                                  | 4.95                                  | 5.20                                  | 5.25                                  | 25.65 | 19.30 | 43.95 |    |
| 11. | Aleksandar Zlatkov | Bulgária           | 0.00  | 4.80                                  | 4.60                                  | 4.80                                  | 4.90                                  | 4.60                                  | 23.70 | 20.19 | 43.89 |    |
| 12. | Simon Fukas        | Szlovákia          | 0.00  | 5.20                                  | 4.85                                  | 5.10                                  | 5.20                                  | 5.25                                  | 25.60 | 17.24 | 42.84 |    |
| 13. | Kornel Witkowski   | Lengyelország      | 0.00  | 4.40                                  | 4.15                                  | 4.10                                  | 4.40                                  | 4.20                                  | 21.25 | 19.91 | 41.16 |    |
| 14. | Andrei Tănase      | Románia            | 0.00  | 3.25                                  | 2.90                                  | 3.05                                  | 3.10                                  | 2.85                                  | 15.15 | 10.86 | 26.01 |    |

### Kür
| H   | Név                | Nemzet             | Lev.  | Komponensek súlyszámnélküli pontszáma | Komponensek súlyszámnélküli pontszáma | Komponensek súlyszámnélküli pontszáma | Komponensek súlyszámnélküli pontszáma | Komponensek súlyszámnélküli pontszáma | KSÖ   | Tech. | Össz.  | Mj |
| H   | Név                | Nemzet             | Lev.  | KK                                    | Á                                     | E                                     | K                                     | KK                                    | KSÖ   | Tech. | Össz.  | Mj |
| --- | ------------------ | ------------------ | ----- | ------------------------------------- | ------------------------------------- | ------------------------------------- | ------------------------------------- | ------------------------------------- | ----- | ----- | ------ | -- |
| 1.  | Pjotr Gumennyik    | Oroszország        | 0.00  | 6.30                                  | 6.05                                  | 6.20                                  | 6.30                                  | 6.20                                  | 62.10 | 65.55 | 127.65 |    |
| 2.  | Daniel Grassl      | Olaszország        | 0.00  | 5.85                                  | 5.75                                  | 6.00                                  | 6.10                                  | 6.00                                  | 59.40 | 55.49 | 114.89 |    |
| 3.  | Adam Siao Him Fa   | Franciaország      | -1.00 | 5.30                                  | 4.90                                  | 5.25                                  | 5.25                                  | 5.05                                  | 51.50 | 51.70 | 102.20 |    |
| 4.  | Nika Egadze        | Grúzia             | -2.00 | 5.50                                  | 5.10                                  | 5.25                                  | 5.30                                  | 5.30                                  | 52.90 | 50.57 | 101.47 |    |
| 5.  | Yakau Zenko        | Fehéroroszország   | 0.00  | 5.55                                  | 5.15                                  | 5.25                                  | 5.35                                  | 5.20                                  | 53.00 | 45.35 | 98.35  |    |
| 6.  | Aleksandr Selevko  | Észtország         | -1.00 | 5.65                                  | 5.55                                  | 5.55                                  | 5.65                                  | 6.00                                  | 56.80 | 37.90 | 93.70  |    |
| 7.  | Basar Oktar        | Törökország        | -2.00 | 5.40                                  | 5.10                                  | 5.20                                  | 5.40                                  | 5.20                                  | 52.60 | 41.31 | 91.91  |    |
| 8.  | Luke Digby         | Egyesült Királyság | -1.00 | 5.15                                  | 4.60                                  | 4.90                                  | 5.00                                  | 4.70                                  | 48.70 | 43.78 | 91.48  |    |
| 9.  | Yan Tkalych        | Ukrajna            | -1.00 | 5.15                                  | 4.50                                  | 4.85                                  | 4.85                                  | 4.90                                  | 48.50 | 40.67 | 88.17  |    |
| 10. | Nikolaj Majorov    | Svédország         | -2.00 | 5.35                                  | 4.60                                  | 4.00                                  | 4.60                                  | 4.40                                  | 45.90 | 37.12 | 81.02  |    |
| 11. | Simon Fukas        | Szlovákia          | -2.00 | 5.05                                  | 4.60                                  | 4.85                                  | 4.85                                  | 4.95                                  | 48.60 | 33.91 | 80.51  |    |
| 12. | Aleksandar Zlatkov | Bulgária           | -2.00 | 4.45                                  | 3.90                                  | 4.20                                  | 4.10                                  | 3.95                                  | 41.20 | 34.76 | 73.96  |    |
| 13. | Kornel Witkowski   | Lengyelország      | -6.00 | 3.90                                  | 3.55                                  | 3.60                                  | 3.95                                  | 3.65                                  | 37.30 | 25.85 | 57.15  |    |
| 14. | Andrei Tănase      | Románia            | -1.00 | 2.80                                  | 2.35                                  | 2.50                                  | 2.80                                  | 2.60                                  | 26.10 | 18.84 | 43.94  |    |

### Összesítés
| H   | Név                | Nemzet             | Rövid program | Kür    | Össz.  | Mj |
| --- | ------------------ | ------------------ | ------------- | ------ | ------ | -- |
| 1.  | Pjotr Gumennyik    | Oroszország        | 67.56         | 127.65 | 195.21 |    |
| 2.  | Daniel Grassl      | Olaszország        | 63.35         | 114.89 | 178.24 |    |
| 3.  | Nika Egadze        | Grúzia             | 53.71         | 101.47 | 155.18 |    |
| 4.  | Basar Oktar        | Törökország        | 62.20         | 91.91  | 154.11 |    |
| 5.  | Yakau Zenko        | Fehéroroszország   | 54.08         | 98.35  | 152.43 |    |
| 6.  | Aleksandr Selevko  | Észtország         | 55.03         | 93.70  | 148.73 |    |
| 7.  | Adam Siao Him Fa   | Franciaország      | 44.19         | 102.20 | 146.39 |    |
| 8.  | Luke Digby         | Egyesült Királyság | 49.32         | 91.48  | 140.80 |    |
| 9.  | Yan Tkalych        | Ukrajna            | 47.97         | 88.17  | 136.14 |    |
| 10. | Nikolaj Majorov    | Svédország         | 43.95         | 81.02  | 124.97 |    |
| 11. | Simon Fukas        | Szlovákia          | 42.84         | 80.51  | 123.35 |    |
| 12. | Aleksandar Zlatkov | Bulgária           | 43.89         | 73.96  | 117.85 |    |
| 13. | Kornel Witkowski   | Lengyelország      | 41.16         | 57.15  | 98.31  |    |
| 14. | Andrei Tănase      | Románia            | 26.01         | 43.94  | 69.95  |    |